# Laminacauda salsa
Laminacauda salsa là một loài nhện trong họ Linyphiidae. Loài này được phát hiện ở Chile.